# کلر آندروود
کلر آندروود یا کلر هیل آندروود (انگلیسی: Claire Underwood) یک شخصیت خیالی (به بازیگری رابین رایت) است که نقش همسر فرانک آندروود (به بازیگری کوین اسپیسی) را در سریال خانه پوشالی بازی می‌کند.